# IC 4745
IC 4745 est une très vaste galaxie spirale vue par la tranche et située dans la constellation du Paon. Sa vitesse par rapport au fond diffus cosmologique est de 4 696 ± 7 km/s, ce qui correspond à une distance de Hubble de 69,3 ± 4,9 Mpc (∼226 millions d'al). Cette galaxie a été découverte par l'astronome américain DeLisle Stewart en 1901.
La classe de luminosité d'IC 4745 est I-II et elle présente une large raie HI.

## Groupe d'IC 4765
Selon A. M. Garcia IC 4745 fait partie du groupe d'IC 4765. Ce groupe de galaxies renferme au moins 31 membres dont trois du New General Catalogue et 19 de l'Index Catalogue.